# Toubab Bi
Pour plus de détails, voir Fiche technique et Distribution.
Toubab Bi est un film franco-sénégalais réalisé par Moussa Touré, sorti en 1991.

## Synopsis
Un film sénégalais qui traite de la valeur de la femme dans la société. Toubab, une jeune femme, qui s'engage contre l'oppression de l'homme.

## Fiche technique
- Titre : Toubab Bi
- Réalisation : Moussa Touré
- Scénario : Michèle Armandi et Nathalie Lévy
- Pays d'origine :  France /  Sénégal
- Format : Couleurs
- Date de sortie : 1991

## Distribution
- Makena Diop : Soriba (as Oumar Diop Makena)
- Hélène Lapiower : Marie
- Khalil Gueye : Prince
- Cheikh Toure : Idi
- Dieynaba Niang : Seynabou
- Abou Camara : Vieux Koundoul
- Mouss Diouf : Abdoulaye
- Monique Mélinand : Mamie Chapeau
- Philippe Nahon : le concierge
- France Anglade : la femme du centre d'accueil
- Frankie Avella : le jeune homme du centre d'accueil
- Alouine Badala Diagne : Soriba enfant
- Christian Bedel : Homme autre couple Boubou
- Mame Binta Sall : Fatma
- Michèle Brousse : Femme Boubou
- Smaïl Mekki : l'individu restaurant chic
- Cerise[1]